# KFNB – Donau bis Aetna
Die Dampflokomotiven „DONAU“ bis „AETNA“ waren Güterzuglokomotiven der Kaiser Ferdinands-Nordbahn (KFNB).

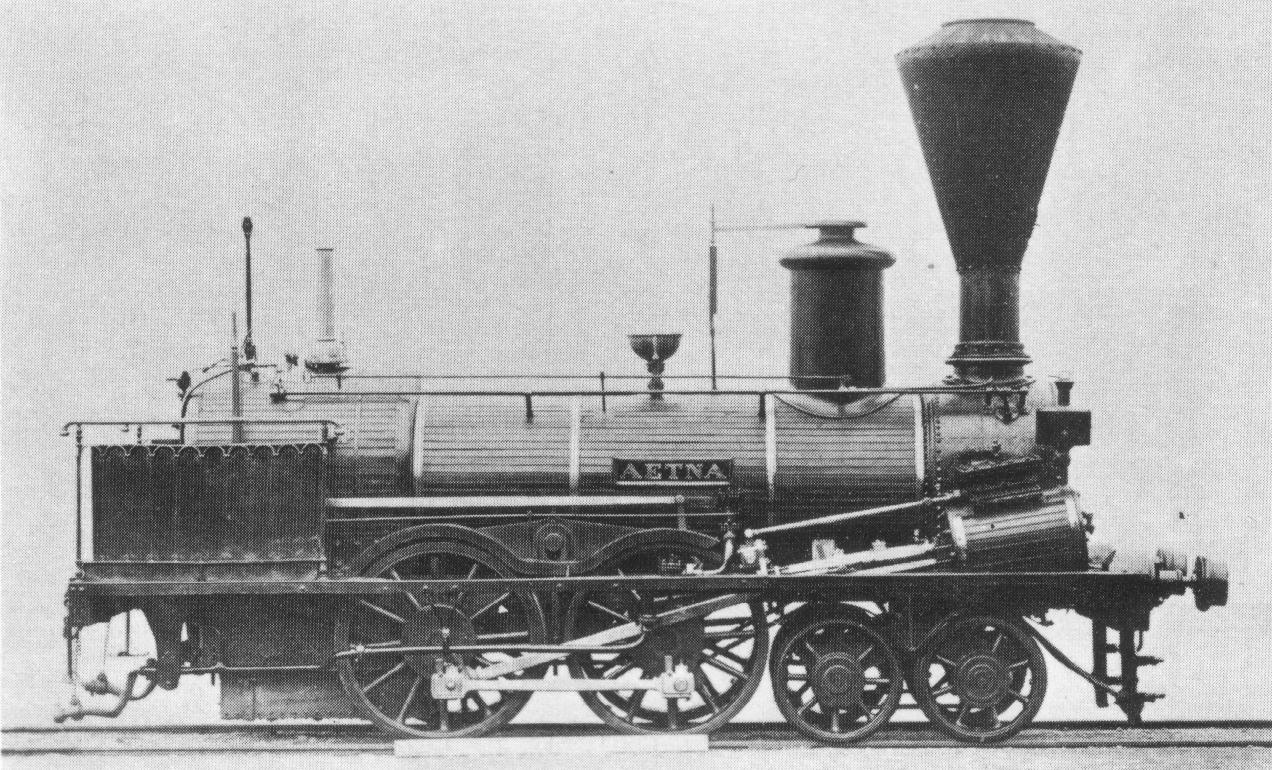
KFNB „AETNA“ (Ursprungsausführung)

Sie wurden 1844/1845 von Cockerill in Seraing an die KFNB mit der Achsformel 2'B geliefert.
Bei diesen Maschinen wurden zum ersten Mal zwischen den Kuppelachsen Ausgleichshebel (Balanciers) angebracht, um die Ent- und Überlastungen der Achsen auszugleichen, die durch Ungleichmäßigkeiten im Oberbau bedingt sind.
Zwischen 1853 und 1865 wurden bei allen Maschinen die Kessel erneuert.
Die Tabelle gibt den Letztzustand wieder.
Der Kessel der „DONAU“ explodierte am 26. Juni 1851. Sie wurde aber repariert und als 1B-Maschine neu aufgebaut.
Die Maschinen wurden in den Jahren 1865 bis 1869 aus dem Bestand geschieden, wobei einige verkauft wurden.
So zum Beispiel kam die „DONAU“ 1867 an die Brauerei Dreher in Schwechat, die „ODER“ 1867 als Baulokomotive an die Pest–Losonczer Bahn sowie „CASTOR“ und „ACHILLES“ 1869 an die Firma Braun & Goldschmied.